# Can Plana (Amer)
Can Plana és una casa d'Amer (Selva) inclosa a l'Inventari del Patrimoni Arquitectònic de Catalunya.

## Descripció
Immoble de tres plantes, entre mitgeres, cobert amb una teulada a dues aigües de vessants a façana. Està ubicat al costat dret del carrer Girona.
La façana principal, que dona al carrer Girona, està estructurada internament en dues crugies. La planta baixa consta de dues obertures: a l'esquerra el gran portal d'accés quadrangular equipat amb llinda monolítica, muntants de pedra ben treballats i escairats i amb les impostes retallades en forma de quart de cercle. Tant la llinda com els muntants són de pedra sorrenca. L'acompanya a la dreta una gran obertura quadrangular emmarcada amb pedra sorrenca.
En el primer pis trobem dues obertures: per una banda, una petita finestra de permòduls, equipada amb llinda monolítica, muntants i ampit treballat i tots tres elements de pedra sorrenca. Mentre que per l'altra, tenim una obertura rectangular amb guardapols i que conserva part dels muntants de pedra laterals. L'obertura està projectada com a balconada i disposa d'una petita barana.
Ara bé per les dimensions reduïdes d'aquesta, hauríem de parlar més d'ampit que no pas de barana, perquè no sobresurt gens respecte el pla horitzontal de la façana, ja que està totalment mancada de profunditat. En origen l'obertura incloïa una gran barana de ferro forjat molt esbelta i fina (Vegeu fitxa del Servei de Patrimoni núm. 26.501) la qual ha desaparegut avui en dia, ja que segurament va caure o es va procedir al seu desmantallament com a mesura de precaució en vistes de l'estat deplorable de conservació en què es trobava immers l'immoble.
Pel que fa al segon pis, que de ben segur que exerciria les tasques de gofles o altell, en el trobem dues finestres irrellevants, ja que no han rebut cap tractament singular a destacar.
Tanca la façana en la part superior un ràfec prominent de quatre fileres: la primera de rajola plana, la segona de rajola en punta de diamant, la tercera de rajola plana i la quarta de teula.
Remarcar a mode d'apunt que l'edifici es troba immers en un estat penós de conservació, com així ho acrediten i demostren diversos elements: des de les clapes d'humitat dispersades i disseminades per tota la façana, passant pel despreniment en parts específiques i puntuals de l'arrebossat quedant a la vista els còdols de riu i les pedres fragmentades i fins a arribar a les esquerdes i a la petita barana/ampit de la balconada del primer pis, la qual està completament oxidada i a sota seu s'observa tots els maons esquarterats, degut a l'arrancament de la barana original.
La majoria d'edificis del carrer Girona comparteixen entre ells tota una sèrie de paral·lelismes compositius, estructurals i formals molt evidents. I és que en tots nou (Vegeu fitxa de Can Passallops), (Vegeu fitxa de Can Japic), (Vegeu fitxa de Can Janic Casals), (Vegeu fitxa de Can Cantí), (Vegeu fitxa de Can Cisteller de Dalt), (Vegeu fitxa de Ca l'Estarder), (Vegeu fitxa de Can Pere de la Quima) i (Vegeu fitxa de Can Paradís) trobem tota una sèrie de trets comuns i similituds com ara la façana estructurada en dues crugies; la coberta prima, per sobre de tot, la projecció a dues aigües de vessants a façana -a excepció de Can Japic que la coberta és d'una sola aigua de vessant a façana; la majoria d'immobles consten de tres plantes - a excepció de Can Pere de la Quima que en té quatre-; proliferen per tota la façana un gran nombre de balconades equipades amb les seves respectives baranes de ferro forjat; el sistema d'obertures tendeix a ser el mateix, en el qual sobresurt el portal quadrangular d'accés equipat amb llinda monolítica i muntants de pedra ben treballats i escairats; la pedra sol tenir poc acta de presència en les façanes - a excepció de Can Passallops i Can Pere de la Quima en les façanes dels quals queda completament a la vista les pedres fragmentades i els còdols der riu- i la trobem concentrada específicament en les llindes, muntants i ampits de les diverses obertures; el tipus de pedra per excel·lència i que té més difusió és la pedra sorrenca, mentre que la pedra nomolítica o pedra calcària de Girona té poc protagonisme.

## Història
Comparant fotografies antigues, com ara la fitxa del Servei de Patrimoni núm. 26.501, amb fotografies actuals, s'arriba a la conclusió que l'edifici no només no ha experimentat cap canvi dràstic a nivell estructural. Si però a nivell compositiu, ja que la gran barana que coronava el primer pis i que contemplem en la foto de la fitxa del Servei de Patrimoni, avui en dia ha desaparegut, ja que segurament va caure o es va procedir al seu desmantellament com a mesura de precaució en vistes de l'estat deplorable de conservació en què es troba immers l'immoble.
El carrer Girona, en el qual trobem inscrit aquest immoble, pertany a un dels barris més importants d'Amer com és el Pedreguet. Es tracta d'un barri emblemàtic que té en el carrer Girona un dels seus màxims exponents, com així ho acredita el fet de ser una de les principals artèries del nucli des de l'edat mitjana, com també ser l'eix vertebrador del barri.
En la fitxa original del Servei de Patrimoni núm. 26.501, l'immoble apareix denominat com "Can Domingo Clara". Després de posar-nos en contacte amb l'erudit local Joan López Grau (arxiu fotogràfic d'Amer), aquest ens va proporcionar un calendari molt valuós que havia editat aquest any l'Ajuntament d'Amer, en el qual apareixia el nom popular de la majoria de cases del barri del Pedreguet, format entre molts altres carrers, pel carrer Girona. En el calendari sortia que l'immoble núm. 12 del carrer Girona, era conegut com a "Can Plana".